# Magdalena Zowczak
Hanna Magdalena Zowczak (ur. 27 stycznia 1956 w Warszawie) – polska etnografka, profesor nauk humanistycznych. Profesor zwyczajna Uniwersytetu Warszawskiego. Przewodnicząca Rady Naukowej Instytutu Etnologii i Antropologii Kulturowej, kierowniczka Zakładu Etnologii Polski i Europy; członkini Rady Wydziału Historycznego Uniwersytetu Warszawskiego.

## Życiorys
Ukończyła studia etnograficzne w 1979 roku na Uniwersytecie Warszawskim. Doktorat: Bohater wsi wobec mitu bohaterskiego (1986) na tejże uczelni, habilitacja w zakresie etnologii, specjalności: antropologia kulturowa, etnologia na podstawie pracy na temat: Biblia ludowa. Interpretacje wątków biblijnych w kulturze wsi na Wydziale Historycznym Uniwersytetu im. Adama Mickiewicza w Poznaniu (2001). W 2012 roku uzyskała nominację profesorską.
Od ukończenia studiów pracuje na Uniwersytecie Warszawskim, od 2003 roku na stanowisku profesora nadzwyczajnego. Wykładała również za granicą (Sofia 2003) i brała udział w konferencjach naukowych (Warna 2006).

## Nagrody i odznaczenia
- Nagroda Naukowa CLIO w 2001 roku za książkę monograficzną pt. Biblia ludowa. Interpretacje wątków biblijnych w kulturze wsi, Wrocław, 2000[5].

## Ważniejsze książki i publikacje
- Bohater wsi. Mit i stereotypy, Wiedza o kulturze, Wrocław 1991
- Mitologia zamawiania i mistyka zamów na podstawie współczesnych materiałów z Wileńszczyzny, „Literatura ludowa” 1994 nr 4-6, s. 3–33.
- Modlitwa ludowa, „Polska Sztuka Ludowa – Konteksty” R. 52, 1998, nr 1, s. 33–42.
- Biblia ludowa. Interpretacje wątków biblijnych w kulturze ludowej, Wydawnictwo FUNNA, Wrocław 2000, ISBN 83-8863-100-4, Monografie Fundacji na rzecz Nauki Polskiej
- O długim trwaniu Polaków na Podolu. Imponderabilia tożsamości, [w:] Podole i Wołyń. Szkice etnograficzne, red. Ł. Smyrski, M. Zowczak. DiG, Warszawa 2003, s. 9–76.
- Apokryf jako próba wiary, [w:] Nie-złota legenda. Kanoniczność i apokryficzność w kulturze, red. J. Eichstaedt i K. Piątkowski, Colloquia Ethnologica T. 1, Ożarów 2003, s. 45–75
- Kurban, [w:] Regiony, granice, rubieże red. L. Mróz, M. Zowczak, Warszawa 2005, s. 205–224
- Dwa Przymierza w religijności ludowej. Kontaminacje, „Fundamenta Europae”, Fasciculus VI/VII, Gniezno 2006, s. 107–114
- Rehabilitacja Judasza, „Warszawskie Studia Teologiczne”, t. XX, z. 2, 2007, s. 342–352
- Return of Judas. In search of identity, Varna 2008.
- Między tradycją a komercją, „Znak” 2008 nr 634/marzec.
- Collective religious experience and contemporary cultural practices. The Week of Vigil (1–8 April, 2005) w: Exploring home, neighbouring and distant cultures, s. 23–40, Warszawa 2008.
- W cieniu drzewa wiar. Studia nad kulturą religijną na pograniczach Slaviae Orthodoxae (red.), Warszawa 2009.
- Na pograniczu „nowej Europy”. Polsko-ukraińskie sąsiedztwo (red.), Warszawa 2010[6].
- Religijność na pograniczach. Eseje apokryficzne, Wydawnictwo DiG, Warszawa, 2017, ISBN 978-83-7181-900-1, Seria: Studia Ethnologica[7]